# Kościół Wniebowzięcia Najświętszej Maryi Panny w Skierniewicach
Kościół Wniebowzięcia Najświętszej Maryi Panny w Skierniewicach – rzymskokatolicki kościół garnizonowy znajdujący się w Skierniewicach. Należy do Dekanatu Sił Powietrznych Ordynariatu Polowego Wojska Polskiego.

## Historia
Świątynia została zbudowana jako cerkiew garnizonowa należąca do stacjonującego w mieście Tobolskiego Pułku Piechoty wojsk carskich. Kamień węgielny pod budowę cerkwi został położony w 1899 roku, natomiast konsekracja odbyła się w 1903 roku. Budowa została wsparta finansowo przez oficerów i żołnierzy ze Skierniewic. Dużą kwotę ofiarował również car Mikołaj II Romanow. Cerkiew została wybudowana na pamiątkę śmierci cara Aleksandra III Romanowa. Budowla mieściła się na placu między koszarami. Pierwotnie była to murowana pięciokopułowa świątynia, która mieściła 1000 osób i była widoczna z dużej odległości.
W 1936 roku cerkiew została przebudowana na garnizonowy kościół rzymskokatolicki według projektu Jana Łukasika.
W okresie Polski Ludowej świątynia była wykorzystywana przez parafię cywilną i wojskową. Proboszczem obu parafii w latach 1973–1986 był ks. płk Florian Klewiado.
W dniu 30 stycznia 1992 roku budowla została wpisana do rejestru zabytków.

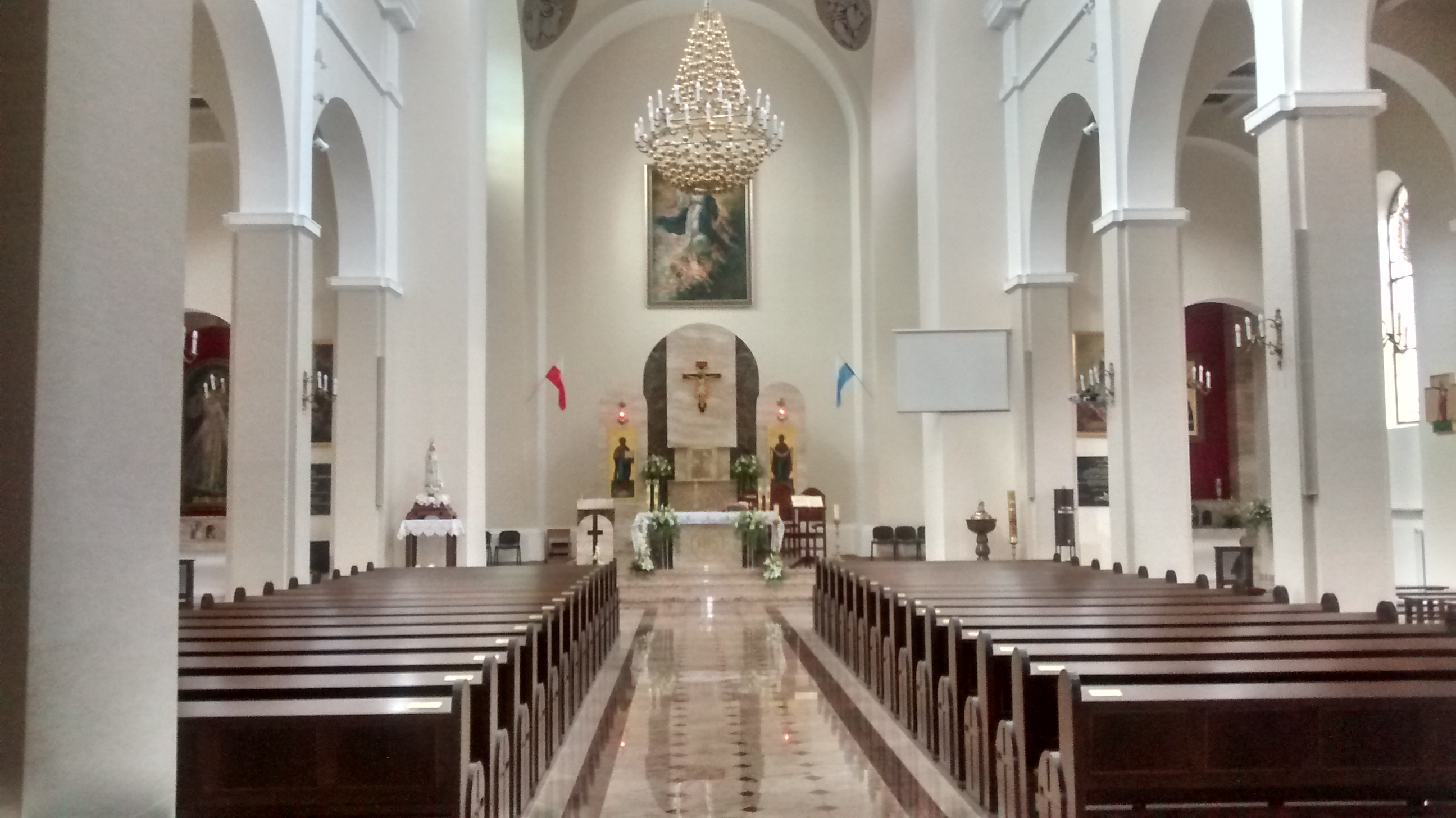
Wnętrze kościoła W.N.M.P
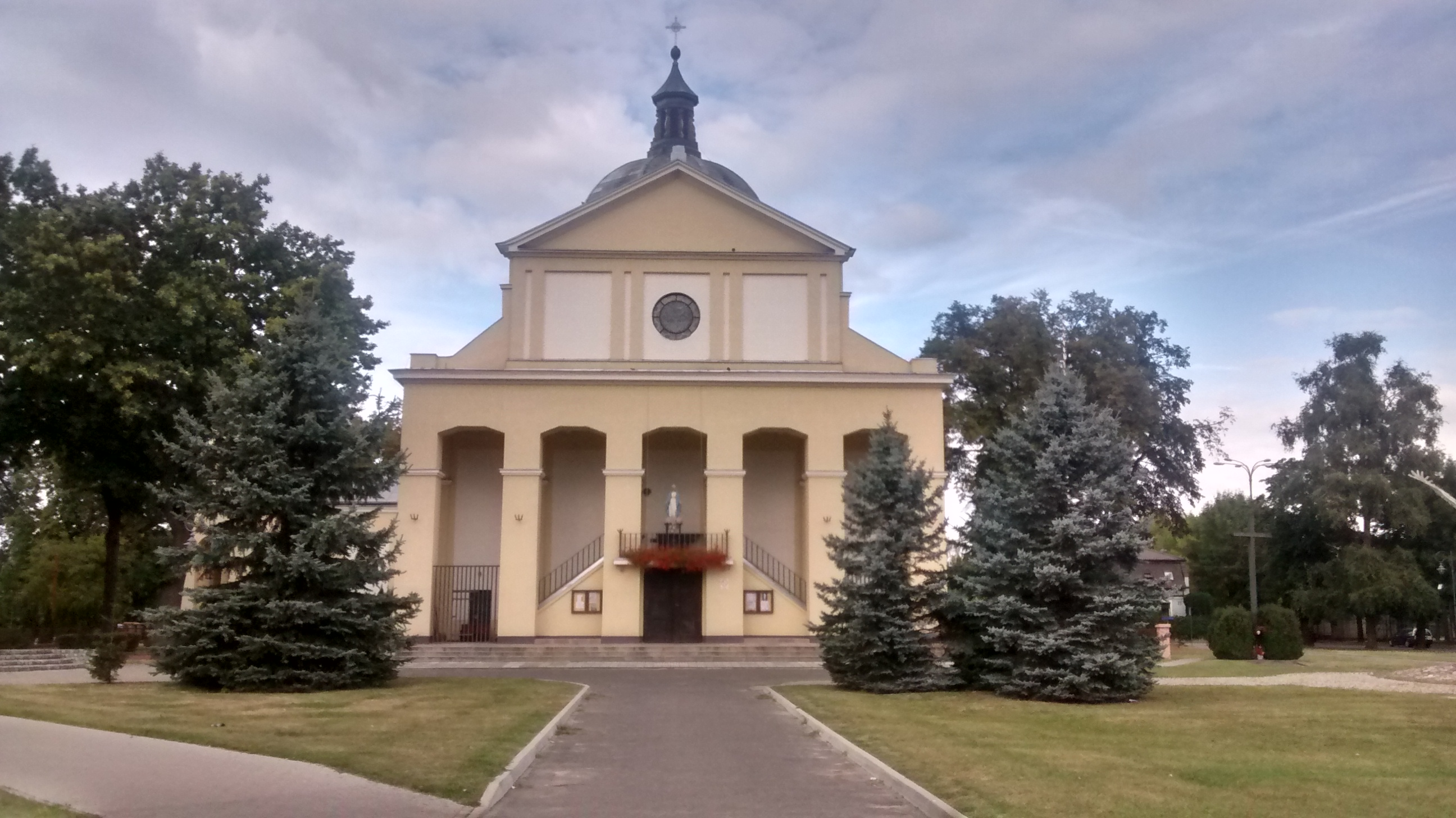
Kościół Wniebowzięcia Najświętszej Maryi Panny w Skierniewicach
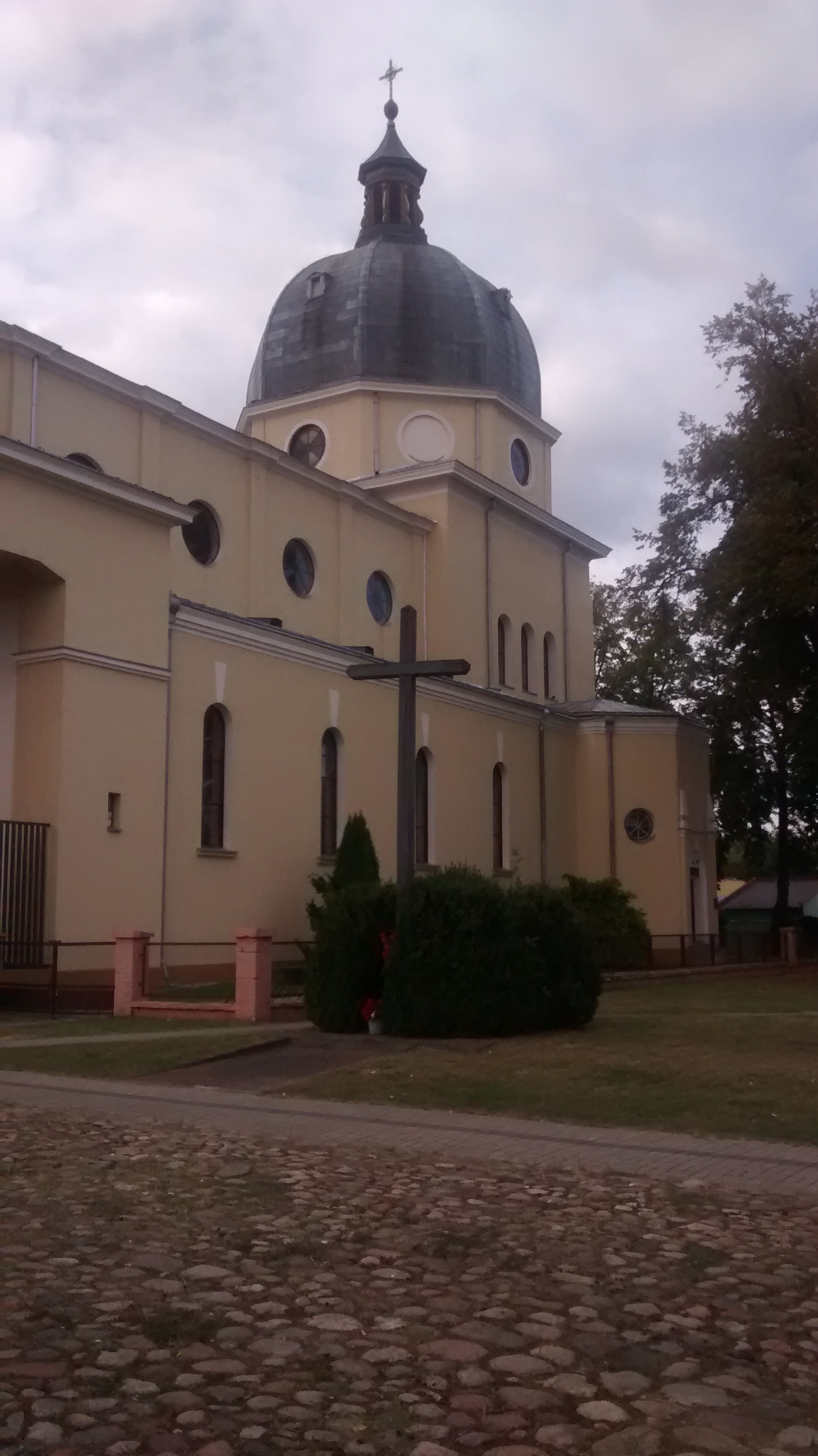
Kościół W.N.M.P od strony zachodniej